# Солдаты группы «Центр»
«Солдаты группы „Центр“» (другие названия: «Песня немецких солдат», «Солдат всегда здоров…») — песня Владимира Высоцкого, посвящённая событиям времён Великой Отечественной войны. Написана 27 апреля 1965 года для спектакля Театра на Таганке «Павшие и живые». Первая песня Высоцкого, написанная специально для спектакля — по заказу театра.
На родине автора пластинка с записью песни впервые выпущена посмертно в 1988 году, текст опубликован в журнале «Студенческий меридиан» в 1989 году.

## Содержание
Песня написана от лица немецких солдат, марширующих по «выжженной» территории советской Украины. Представлена зарисовка событий и настроений в немецкой армии в начале войны — перед идущими в наступление солдатами «всё цветёт», за ними — «всё горит», у марширующих «сияют» лица и «сверкают сапоги»; солдаты рассчитывают на скорую победу и возвращение к своим «белокурым» невестам. Каждый солдат здоров, и «на всё готов», рефлексии не предполагаются — решения за всех принимаются фюрером.

## История создания
Согласно автопризнанию, военная тема привлекала Высоцкого экстремальностью обстоятельств, создающих пространство для раскрытия человека.

По свидетельству сценариста Владимира Акимова, песня была написана Высоцким 27 апреля 1965 года в квартире актёра и режиссёра Левона Кочаряна: 
Мы сидели, болтали о чём-то, а Володя… взял гитару, ушёл в другую комнату и какое-то время не появлялся. Затем приходит и спрашивает меня: «Какая из групп немецких армий воевала на Украине?» <…> И я ему ответил, что в основном там действовала группа немецких армий «Юг», но участвовала группа «Центр», которая двигалась по Белоруссии, захватывая при этом северные области Украины. Володя выслушал, кивнул и снова ушёл, а мы, совершенно не придав этому значения, продолжали разговор. Потом он вернулся и с ходу спел эту песню.
Песня была написана Высоцким для спектакля Театра на Таганке «Павшие и живые», посвящённого поэтам и писателям, участвовавшим в Великой Отечественной войне и задуманного театром к 20-летнему юбилею Победы. Согласно авторскому свидетельству, это первая песня, написанная им специально для спектакля — по заказу режиссёра Ю. П. Любимова. Договор театра с автором был заключён 2 апреля 1965 года.
Спектакль представлял поэтическую композицию и состоял из отдельных новелл, актёры исполняли по несколько ролей. Песня «Солдаты группы „Центр“» служила музыкальной иллюстрацией к новелле «Диктатор-завоеватель», где Высоцкий играл роли Гитлера и Чаплина. Песня в спектакле принадлежала не герою, которого играл Высоцкий, а персонажам — четырём немецким солдатам, «бравым и наглым», спускающимся по боковым дорогам во время монолога фюрера: «Забудьте слова „гуманизм“, „право“, „культура“».
По выжженной равнине —

За метром метр —

Идут по Украине

Солдаты группы «Центр».

<…>

А перед нами всё цветёт —

За нами всё горит.

Не надо думать! — с нами тот,

Кто всё за нас решит. 
Согласно биографу поэта Н. А. Андрееву, строки песни Высоцкого «Не надо думать! — с нами тот, кто всё за нас решит» были расценены комиссией по приёму спектакля как аллюзия, что стало одним из поводов для запрета «Павших и живых». Другой биограф Высоцкого В. В. Бакин указывает, что «основным недостатком» спектакля было названо приравнивание культа личности к фашизму. По требованию комиссии были предприняты многочисленные переделки спектакля, однако песню «Солдаты группы „Центр“» коллективу «удалось отстоять».
Спектакль был разрешён к концу юбилейного года. Неоднократно откладывавшаяся премьера состоялась в Театре на Таганке 4 ноября 1965 года.

## Художественные особенности
Литературоведы и критики отмечают высокую степень сложности задачи создания психологически точной, не карикатурной песни от лица военного противника. По оценке Н. А. Андреева, Высоцкий справился с ней «с блеском» — в найденном автором ритме содержатся «угроза, напор и в то же время обречённость».

К удачным находкам относит ритм песни и филолог Вл. Новиков: 
«…перед Высоцким поставлена интересная творческая задача: написать песню от имени немецких солдат. Причём не карикатурную, а психологически убедительную, чтобы в ней прозвучала уверенность не знающей сомнений жестокой силы. И он нашёл для этого ритм — и музыкальный, и словесный».
В. В. Бакин характеризовал песню как «лихую и жёсткую».
Историческая канва песни не строго документальна — группа «Центр» не была основной действующей силой наступления нацистов на упомянутой территории, но именно это название было выбрано Высоцким по фонетическим соображениям.
В. В. Акимов вспоминал:
Уже потом я Володю спросил, почему… ты взял в песню всё-таки «Центр»? Ведь в основном шла всё же группа «Юг»? А он отвечает: «Ты пойми, „Центр“ — слово намного лучше. Это как затвор щёлкает!».

## Исторический контекст
Литературоведы и критики сходятся в определении аллюзийного смысла текста. Песня была написана Высоцким в годы поворота вспять от платформы XX и XXII съездов КПСС, развенчивавших культ личности Сталина. «По законам таганской стрельбы надо уметь попадать сразу в две цели… — отмечает исследователь творчества Высоцкого Вл. Новиков. — У нас тоже был „тот, кто всё решит“…»
Отмечая реактуализацию военной темы в период кризиса советской идеологии после конца оттепели и прихода к власти Л. И. Брежнева, литературовед И. В. Кукулин разделяет описание опыта Второй мировой войны в русской литературе послевоенных десятилетий на два типа — эмоционально и экзистенциально дискомфортный опыт. Указывая, что первый тип приветствовался, а второй отвергался «идеологическими инстанциями», последствие такого подхода критик характеризует как «переворачивание» проблематики: использование разрешённой цензурой военной темы для создания метафоры «любого экстремального опыта, любой ситуации риска, любых безвыходных, трагических переживаний».

Рассматривая «военные» песни Высоцкого в контексте использования темы как «материала для построения тотальной метафоры экзистенциального опыта», Кукулин приводит песню «Солдаты группы „Центр“» как пример подцензурной легитимации не исторического, а современного автору экзистенциально дискомфортного опыта:
Необходимость описать состояния обречённости и абсурдного азарта, их возможную потусторонность по отношению к повседневной нравственности привела к появлению в творчестве Высоцкого песни, написанной от лица фашистского солдата, — отстранённой, но психологически-анализирующей…

## Судебное преследование за прослушивание песни
В мае 2022 года жительницу Санкт-Петербурга Ирину Кустову оштрафовали на 50 тысяч рублей за прослушивание песни 9 мая 2022 года. За громкое прослушивание песни, написанной Высоцким в 1965 году, российский суд признал Кустову виновной по статье 20.3.3 ч.1 КоАП РФ о дискредитации российской армии. Некоторые издания написали о том, что Кустова привлечена к ответственности «за аудиозапись про действия вооруженных сил РФ на Украине».

## Известные авторские исполнения
- 1965 — Запись у Л. Кочаряна
- 10 декабря 1966 — Концерт в Гидропроекте
- Ноябрь 1967 — Концерт в ДК «Мир»[19]
- 26 января 1968 — Концерт в Научно-исследовательском кино-фото институте
- 1973 — Запись у К. Мустафиди
- 23 января 1976 — Лекция-концерт в Ивантеевке
- 10 февраля 1976 — Лекция-концерт в Дубне
- 12 июня 1976 — Лекция-концерт в Коломне
- 1966, 1973, 1976 — Концерты в клубе-магазине «Эврика»[20]

## Издания
При жизни Высоцкого кассетная магнитофонная запись и текст песни были выпущены парижским издательством «YMCA-Press» в составе собрания «Песни русских бардов» (1977) под названием «Солдат всегда здоров, солдат на всё готов…». Посмертно текст песни был опубликован в 1981 году в Нью-Йорке в составе авторского сборника «Песни и стихи».
На родине автора запись была впервые выпущена в 1988 году фирмой «Мелодия» в серии пластинок «На концертах Владимира Высоцкого» (в составе третьей пластинки — «Москва—Одесса»; код М60 48257 006, М60 48258; запись 1967 года). Текст песни был опубликован в 1989 году в № 4 журнала «Студенческий меридиан». С тех пор включается в собрания сочинений Высоцкого и отдельные сборники его стихотворений.
В четырёхтомном собрании сочинений текст опубликован в составе 1-го тома в разделе «основных» песен, включающем «песни, звучавшие в театральных спектаклях… но в общественно-эстетическом сознании 1960—1970-х годов связанные прежде всего с индивидуальным творчеством Высоцкого».

## Комментарии
1. ↑  Высоцкий предложил ещё 4 своих песни, которые не вошли в спектакль по цензурным соображениям — «Сколько павших бойцов полегло вдоль дорог…», «Звёзды», «Высота» и «Братские могилы»[6].
2. ↑   По оценке В. В. Бакина: «Играл сильно, гротескно. Если Губенко в этой роли смеялся над бесноватым фюрером, то Высоцкий — ненавидел, смех его зол, он предупреждает: „Это опасно!“»[7].
3. ↑  Комментаторы четырёхтомного Собрания сочинений Высоцкого приводят также ранний вариант финала песни: И всё-то мы умеем.

Нам трусость не с руки, —

И только не тускнеют

Солдатские штыки.(Далее текст, в окончательном варианте ставший 3-м куплетом.)[25].